# داني أوبراين (مدون)
داني أوبراين (بالإنجليزية: Danny O'Brien)‏ هو مدون وصحفي بريطاني، ولد في 1969 في Basildon ‏ في المملكة المتحدة.